# Karel Bártů
Karel Bártů (ur. 22 września 1916 w Taborze zm. 1 sierpnia 2008 w Pradze) – czechosłowacki pięcioboista nowoczesny, olimpijczyk.
Zajął 29. miejsce w pięcioboju nowoczesnym na igrzyskach olimpijskich w 1948 w Londynie.
Jego syn Jan Bártů również był pięcioboistą nowoczesnym, dwukrotnym  medalistą olimpijskim z 1976 i olimpijczykiem z 1980.